# Amédée Joullin
Pour les articles homonymes, voir Joullin.
Amédée Joullin  (13 juin 1862 - 3 février 1917) est un peintre américain, qui se consacra essentiellement aux paysages de la Californie et aux Amérindiens.

## Biographie
Il est né le 13 juin 1862 à San Francisco de parents français. Il étudie la peinture à l'Art School de San Francisco puis avec Jules Tavernier. En 1884 il fait un séjour à Paris où il connaît la misère. Il revient aux États-Unis en 1886. Il est nommé professeur de peinture et de dessin à la San Francisco School of design, il y reste dix ans. Dès 1892, il se spécialise dans les motifs amérindiens. Pour peindre il se rend au Mexique et au Nouveau-Mexique.
Il étudie de 1900 à 1905 à l'école des beaux-arts de Paris et suit les cours de l'Académie Julian. Le 25 mai 1907 il épouse en secondes noces à New York l'artiste Lucille (ou Lucile) Wilcox Joullin. Il meurt en 1917.

## Expositions
- Trans-Mississippi and international exposition. Omaha. 1898.
- First Annual Painters Salon. San Francisco. 1901.
- Union League Club. New York. 1901.
- South Carolina Interstate Exposition. Charleston. 1902.
- Helgesen gallery. San Francisco. 1910.
- Panama-Pacific International Exposition. San Francisco. 1915.
- Palace of Fine Arts. San Francisco. 1916.
- M.H. de Young Memorial Museum de San Francisco.

## Collections
- Ball State University Museum of Art. Muncie.
- Oakland Museum of California. Oakland.